# Pegasta sova
Pegasta sova (znanstveno ime Tyto alba) je najbolj razširjena med vsemi sovami in živi na vseh celinah razen na Antarktiki.
Velika je od 29–44 cm. Ima svetel, srčast obraz s temnimi očmi, z belim perjem pokrite noge in kratek rep. Prostore za gnezdenje si izbira na podstrešjih, v duplih in gnezdilnicah. Na leto ima 1–2 legli s 4–7 jajci. Samica vali sama. Mladiče hrani samica s plenom, ki ji ga prinese samec. Hrani se z malimi sesalci, pticami in žuželkami. Mlade sove so sposobne leteti po 60 dneh, a se še vedno zadržujejo v bližini kraja izvalitve. Rade imajo toplo klimo z milimi zimami. Živijo v cerkvenih zvonikih, skednjih in propadajočih stavbah blizu travnikov, kjer je veliko malih sesalcev s katerimi se hrani.

## Ogroženost
Ogroža jo spremenjen način poljedelstva, saj imajo tako na voljo vse manj hrane. Ogroža jo tudi adaptacija starejših objektov in cerkva, kar povzroča pomanjkanje primernih gnezdišč. V Sloveniji ima pegasta sova status redko razširjene gnezdilke, tu gnezdi od 50 do 150 parov.